# Unuk Dorsa
Gli Unuk Dorsa sono una struttura geologica della superficie di Venere.